# Saalsdorf
Saalsdorf ist ein Ortsteil der Gemeinde Bahrdorf, im Landkreis Helmstedt in Niedersachsen. Zu Saalsdorf gehört auch der Wohnplatz Altena.

## Geografie und Verkehrsanbindung
Saalsdorf liegt im äußersten Osten von Niedersachsen, nur rund einen Kilometer von der Landesgrenze nach Sachsen-Anhalt entfernt. Östlich von Saalsdorf fließt die Aller entlang. Die Landschaft um Saalsdorf wird zum Helmstedter Holzland gezählt. Im Osten und Süden von Saalsdorf erstreckt sich das Landschaftsschutzgebiet Harbke-Allertal. Landstraßen führen im Westen nach Mackendorf, im Norden nach Altena und Lockstedt, und im Süden nach Seggerde und Döhren. Die Straße nach Weferlingen, heute der nächstgelegene Einkaufsort für Saalsdorf, ist für den allgemeinen Fahrzeugverkehr gesperrt. Buslinien der Braunschweiger Verkehrs-GmbH führen von Saalsdorf bis nach Helmstedt und Wolfsburg.

## Geschichte
Im Jahre 1179 wird Saalsdorf erstmals urkundlich als Selestorp erwähnt. Um 1220 wurde es Salestorp, um 1280 Salzdorpe und 1311 Salstorp genannt. In dieser Zeit gehörte Saalsdorf zum Bistum Halberstadt. Die Bischöfe gaben den Zehnt als Lehen an die reichsfreien Edelherren von Meinersen. Die laut ihrem Lehnsregister die Vogteirechte mit allem Zubehör um 1220 und um 1280 als Lehen an Gottfried von Vorsfelde gaben.
Im 18. Jahrhundert wurde die heutige Kirche erbaut. Adliges Gericht für Saalsdorf war Altena, es wurde in der Franzosenzeit aufgehoben. Von 1807 bis 1813 gehörte Saalsdorf zum Kanton Weferlingen im Distrikt Helmstedt, im Departement der Oker des Königreiches Westphalen. 1871 wurde die heute noch stehende Eiche am Dorfplatz gepflanzt. 1908 erfolgte in der Gaststätte Fricke die Gründung des ersten Sportvereins von Saalsdorf, dem Turnverein Brunonia. Zunächst wurde im Saal der Gaststätte geturnt.
Von 1945 an lag Saalsdorf an der Innerdeutschen Grenze, so dass der Ort von der bisherigen Stromversorgung durch die Landelektrizität GmbH Halle (Saale) abgeschnitten war. Daher wurde eine neue Stromleitung verlegt, die von Mackendorf über Saalsdorf bis nach Altena führte und von der Landelektrizität GmbH Fallersleben gespeist wurde. 1949 erfolgte in Saalsdorf die Gründung einer Volksbücherei. Infolge der Flucht und Vertreibung Deutscher aus Mittel- und Osteuropa von 1945–1950 hatte sich die Einwohnerzahl von Saalsdorf von 363 (1939) auf 644 (1950) vergrößert, davon waren 1950 226 Heimatvertriebene. In den Jahrzehnten danach nahm die Einwohnerzahl durch die abgelegene Lage Saalsdorfs an der DDR-Grenze und das geringe Angebot an Arbeitsplätzen wieder ab. Es entstanden dennoch kleinere Neubaugebiete, und am Ortsausgang nach Mackendorf wurde ein zweites Lebensmittelgeschäft erbaut.
1967 entstand durch Umbau eines Dreschmaschinenschuppens das heutige Feuerwehrhaus. 1969 wurde die Schule geschlossen. Seit dem 1. Juli 1972 gehört Saalsdorf zur Gemeinde Bahrdorf. 1973 wurde Saalsdorf als letzter Ort im Landkreis Helmstedt an die zentrale Wasserversorgung angeschlossen.
Am 11. Februar 1990 wurde im Zuge der Wende in der DDR die Grenze nach Lockstedt geöffnet.

### Einwohner
| Jahr      | 1821 | 1849 | 1871 | 1905 | 1910 | 1925 | 1939 | 1950 | 1956 |
| --------- | ---- | ---- | ---- | ---- | ---- | ---- | ---- | ---- | ---- |
| Einwohner | 393  | 388  | 422  | 360  | 366  | 417  | 363  | 644  | 477  |

## Infrastruktur
In Saalsdorf befinden sich ein Dorfgemeinschaftshaus, ein Feuerwehrhaus, ein Spielplatz, Sportanlagen und ein Sportheim, ein Schützenplatz mit Schießstand und ein Friedhof mit einer Kapelle und dem Kriegerdenkmal, das an die Saalsdorfer Opfer der beiden Weltkriege erinnert. Zur Erinnerung an die naheliegende innerdeutsche Grenze zur steht heute auf dem Dorfplatz eine DDR-Grenzsäule. Einzelhandelsgeschäfte des täglichen Bedarfs sind heute in Saalsdorf nicht mehr vorhanden.
Die Schule, die Poststelle („Saalsdorf“, später „Bahrdorf 2“), die Zweigstelle der Volksbank eG Velpke, die Bäckerei (Lockstedter Straße 4), die beiden Lebensmittelgeschäfte (Am Dorfplatz und Bergstraße 1) und die beiden Gaststätten Zur Linde (Fricke, Breite 1) und Schwandt (Weferlinger Straße 10) sind geschlossen.

Die einzige Kirche Saalsdorfs, die nach Johannes dem Täufer benannte evangelisch-lutherische Johannes-Baptista-Kirche, gehört zur Propstei Vorsfelde der Evangelisch-lutherischen Landeskirche in Braunschweig. Die Wetterfahne auf der Kirchturmspitze zeigt die Buchstaben Alpha und Omega (Α und Ω), der erste und der letzte Buchstabe des klassischen griechischen Alphabets. Sie sind ein Symbol für Anfang und Ende, damit für das Umfassende, für Gott. Das über dem Eingangsportal der Kirche angebrachte Wappen zeigt, eingerahmt von zwei Löwen, drei runde Spiegel aus dem Wappen der Familie Von Spiegel. Die Inschrift darunter weist seit 1780 auf Ernst Ludwig Spiegel, Freyherr zu Dilhenberg, Dom Dechand zu Halberstadt. Die für die Saalsdorfer Kirche zuständige Pfarrerin hat heute ihren Sitz in Bahrdorf. Katholiken in Saalsdorf gehören zur Pfarrei St. Michael in Vorsfelde mit der nähergelegenen Filialkirche Unbefleckte Empfängnis Mariä in Velpke. Noch näher zu Saalsdorf liegen die Kirchen St. Josef und St. Theresia vom Kinde Jesu in Weferlingen und St. Norbert in Grasleben, deren Einzugsgebiet jedoch nicht Saalsdorf umfasst.
An der Aller, die hier ein mittleres Gefälle von 1,75 Meter aufweist, wurde bis mindestens in die 1950er Jahre hinein die Wassermühle Lüthe betrieben. Es handelt sich um eine Mahlmühle mit Turbine, für die auch ein Elektromotor vorgehalten wurde.
In Saalsdorf bestehende Vereine sind der Schützenverein Saaldorf 1880 e.V., der auf das Jahr 1908 zurückgehende Sportverein SV Saalsdorf e.V., die 1936 gegründete Freiwillige Feuerwehr und der Fastnachtsverein.

## Bilder

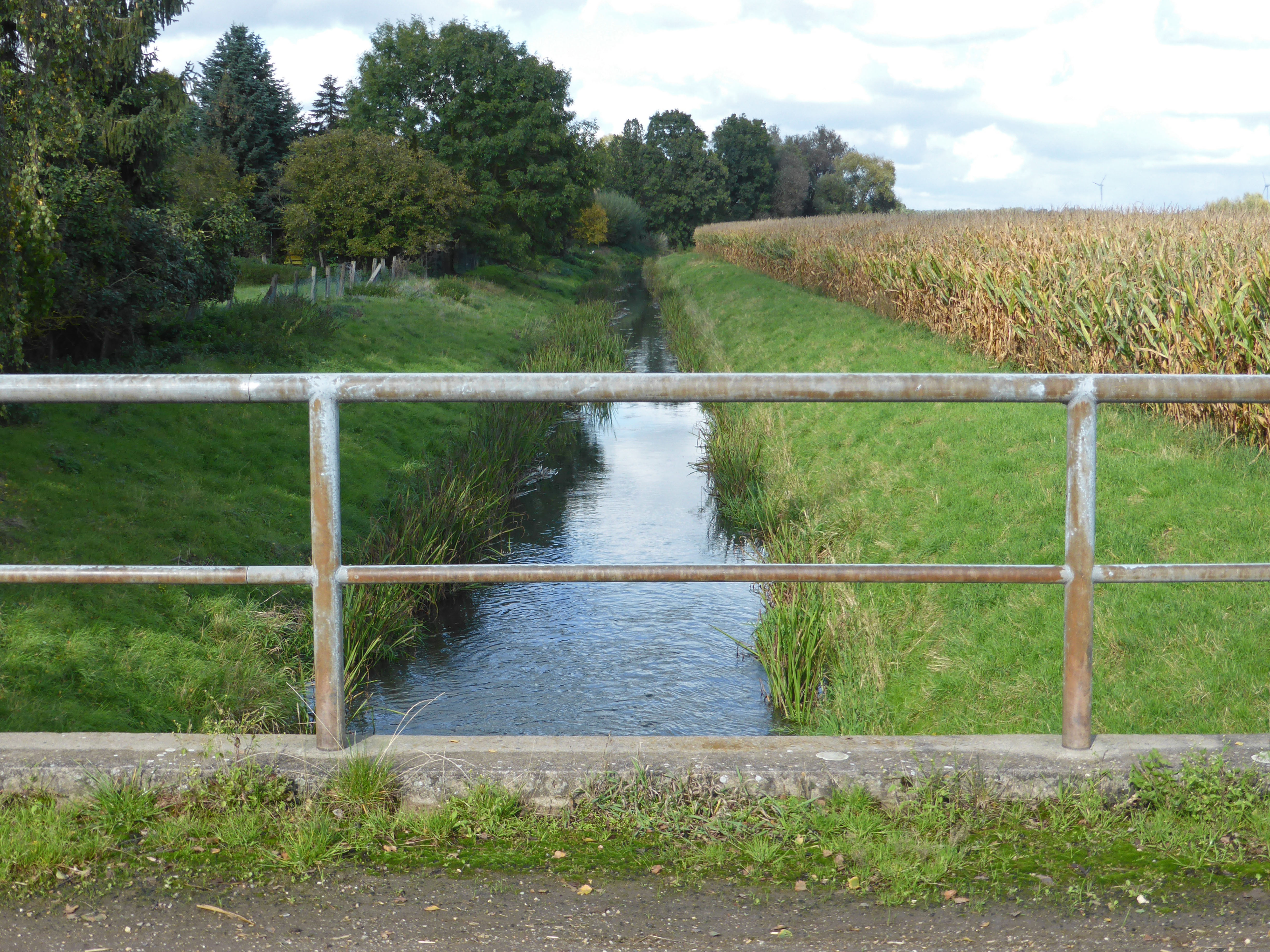
Aller
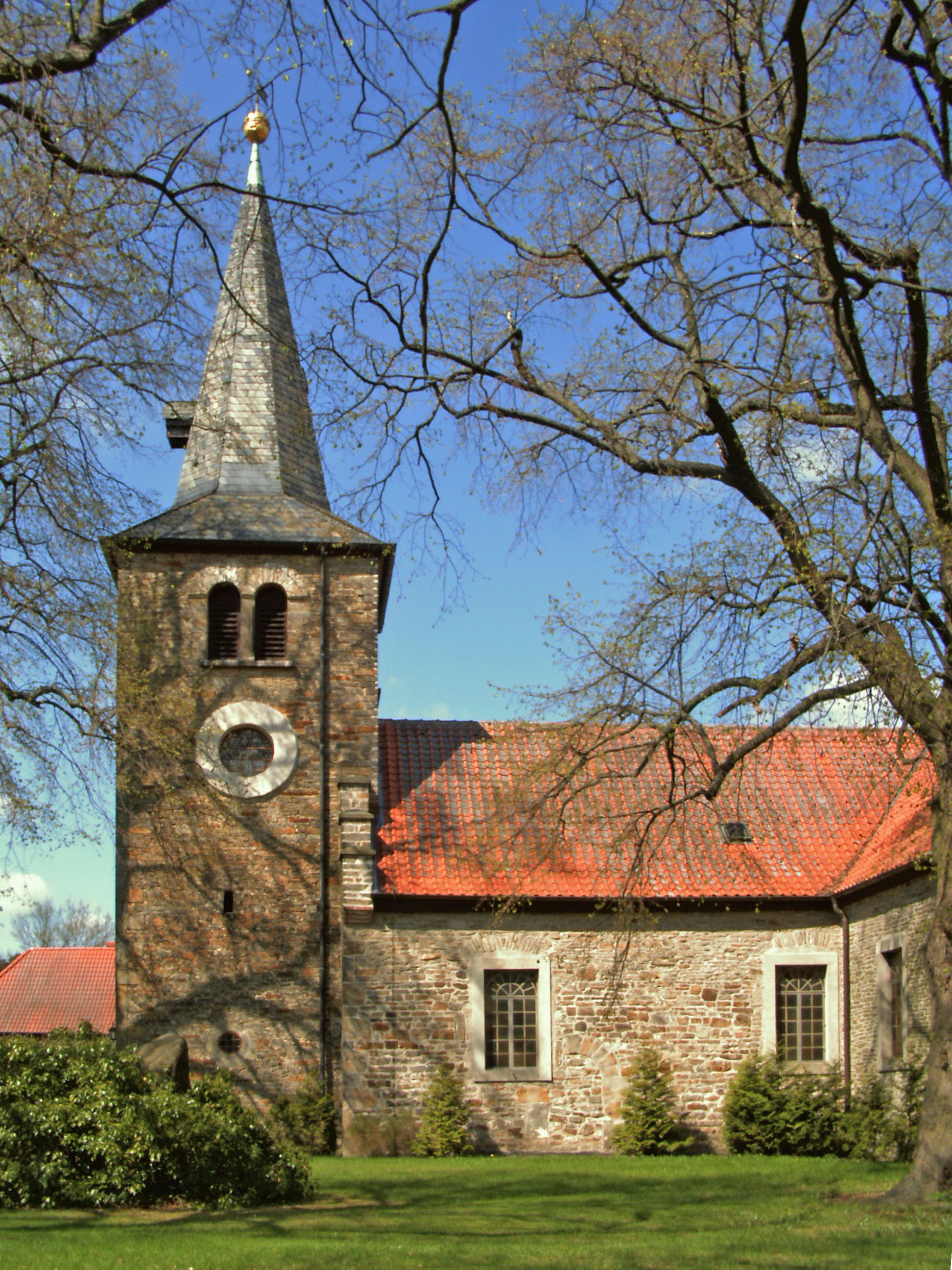
Kirche
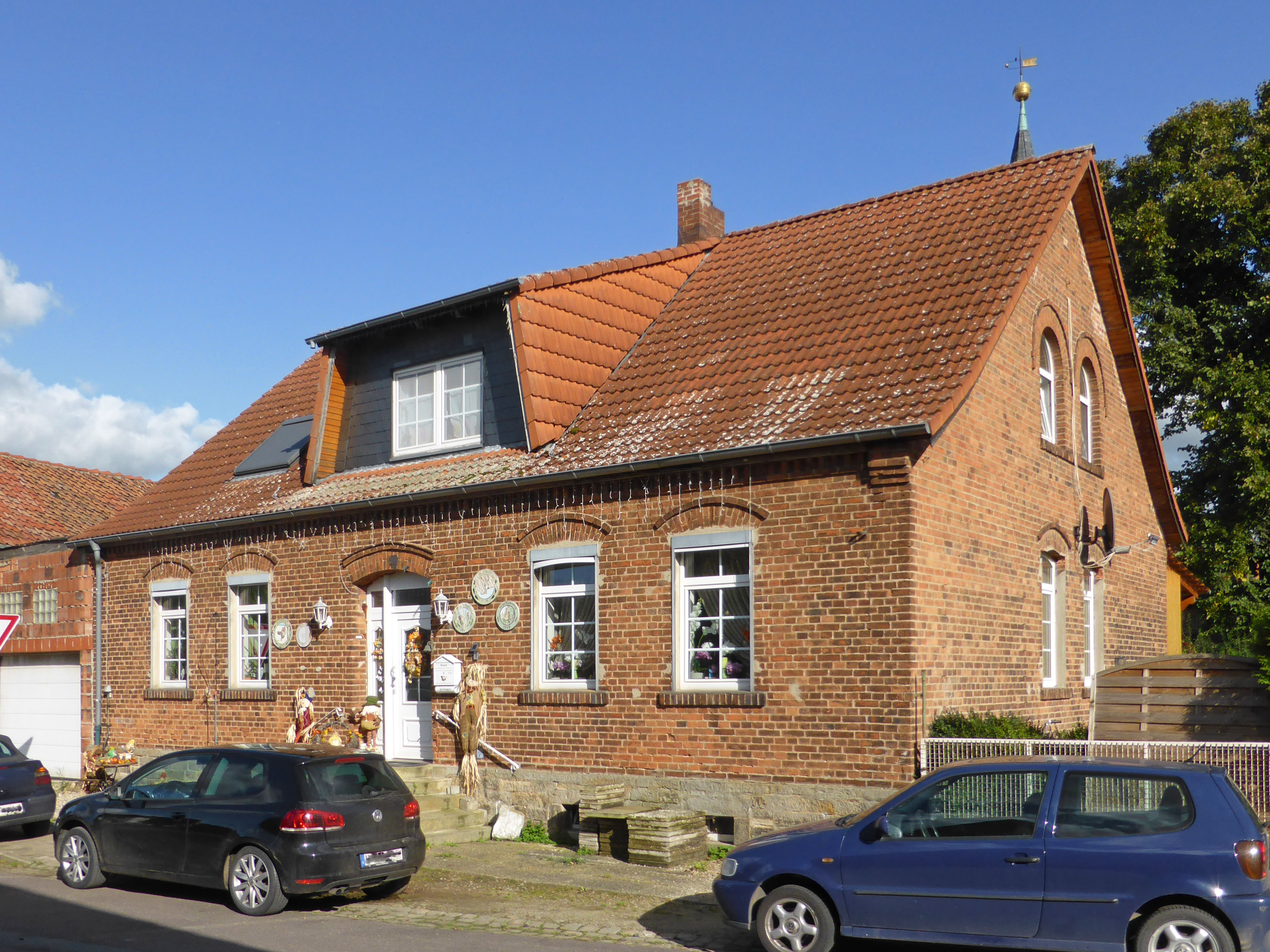
Ehemalige Schule
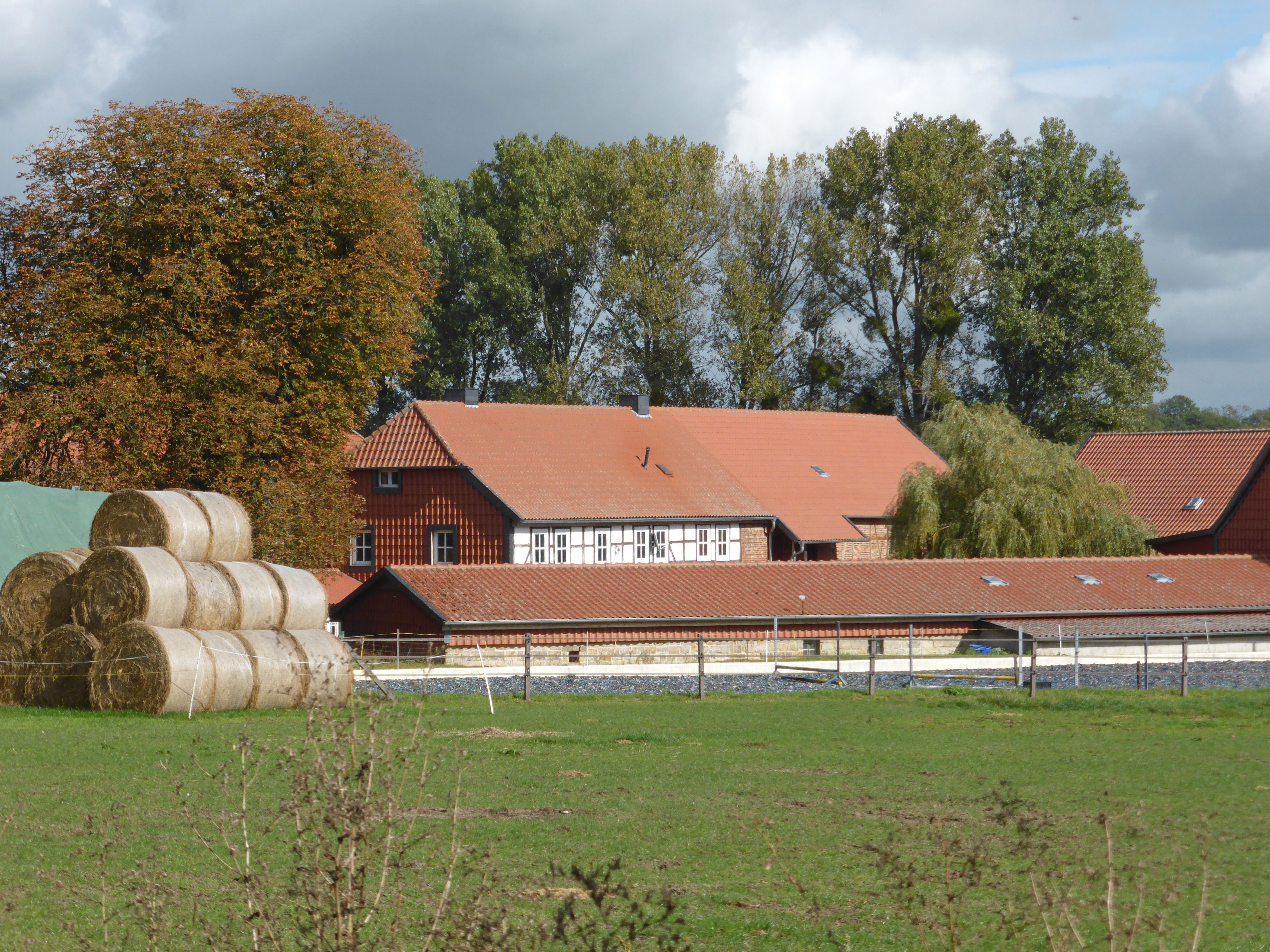
Dorfidyll
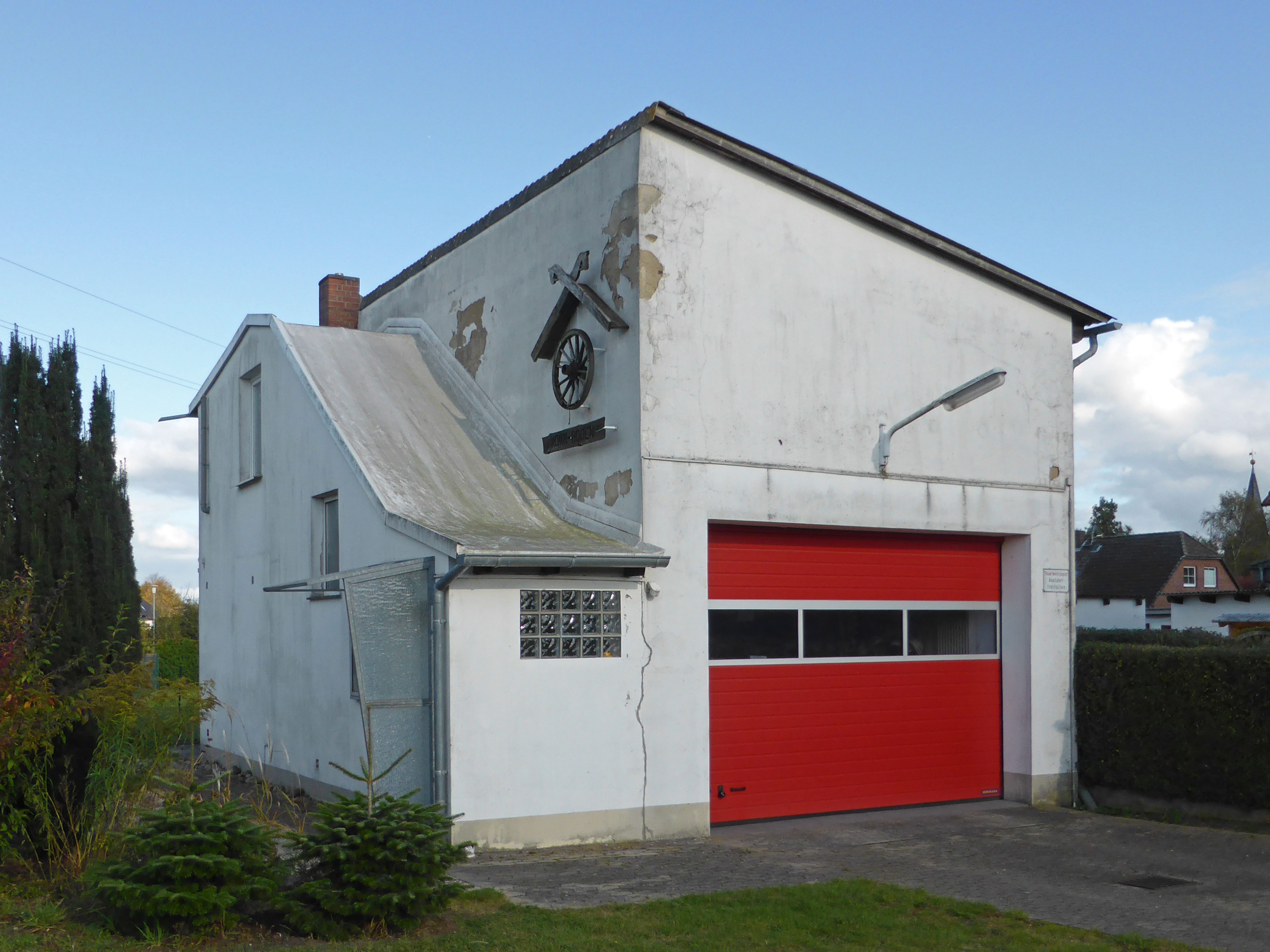
Feuerwehrhaus
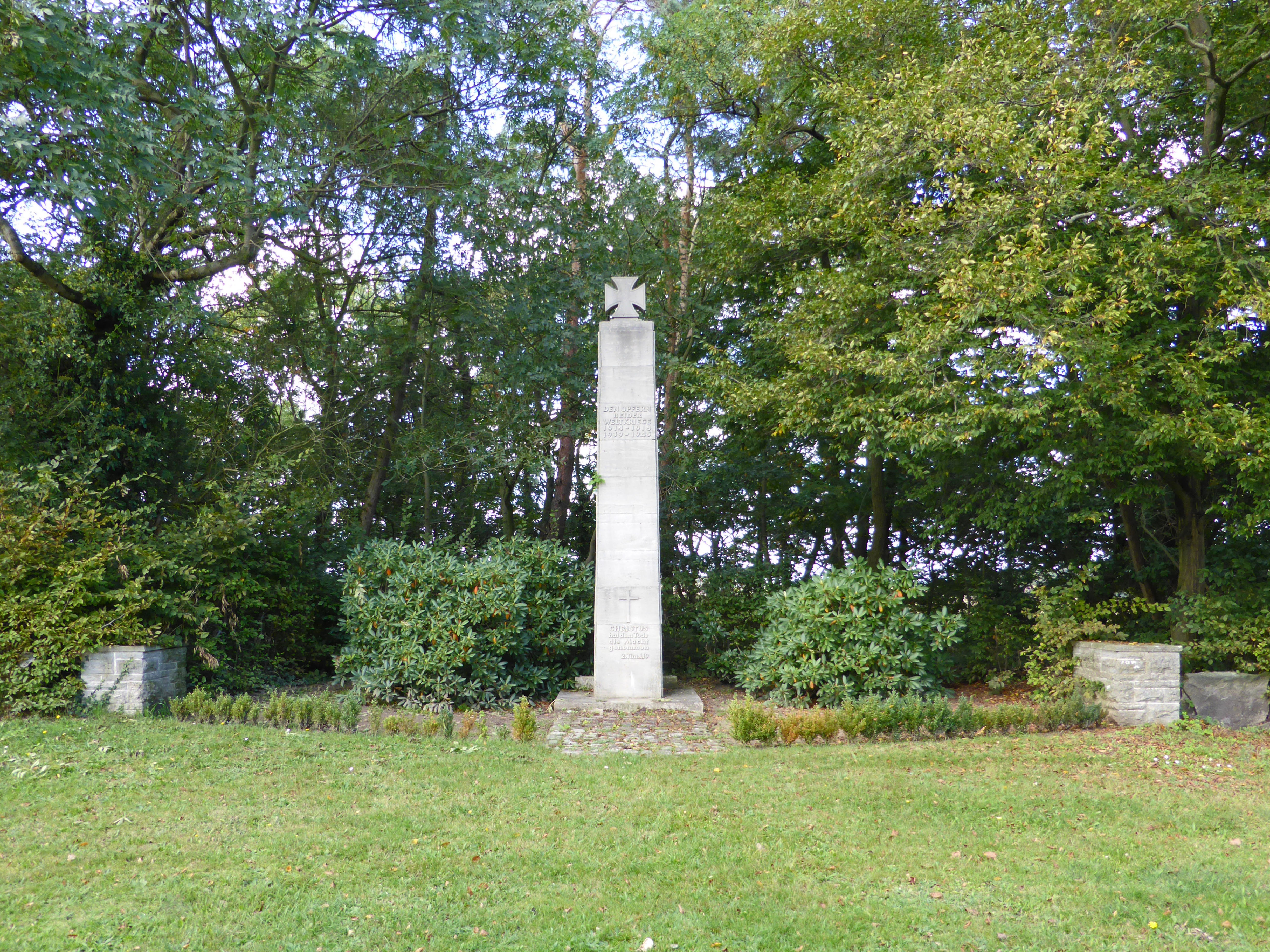
Kriegerdenkmal
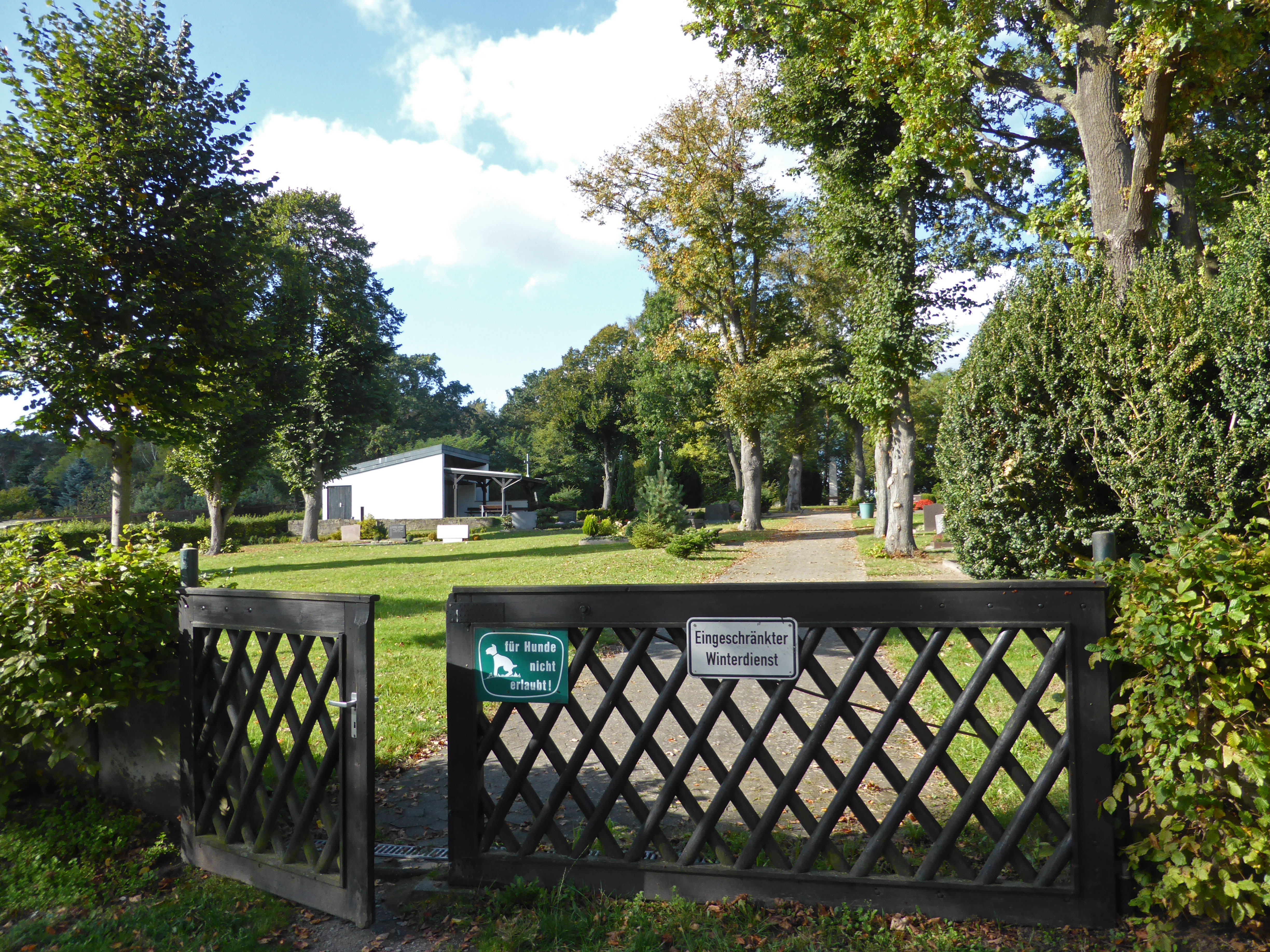
Friedhof